# Ciao amici!
Ciao amici! (Great Guns) è un film del 1941 diretto da Monty Banks con Stanlio e Ollio. Venne girato con il titolo di lavorazione Forward March.

## Trama
Stanlio e Ollio sono rispettivamente autista di trattori e giardiniere nella tenuta Tre pini del giovane Dan Foresta, il quale è costretto a letto dalla iperprotettiva zia Marta e dal medico di famiglia dottor Schickel: quest'ultimo, assecondando le ansie dei parenti del giovane, continua a certificare uno stato di salute cagionevole, arrivando persino a suggerire al paziente i sintomi dei quali soffrirebbe. Un giorno giunge alla villa la cartolina di precetto, che convoca Dan a presentarsi al distretto militare per adempiere al servizio di leva, con grande costernazione dei parenti e degli stessi Stanlio e Ollio, i quali lo credono tutti gravemente malato e quindi non idoneo al servizio; ma dopo la visita medica Dan risulta perfettamente abile alle armi della Marina nelle Caravelle Perdute, con grande soddisfazione del giovane che le vede come un modo per sfuggire alla cappa iperprotettiva della famiglia. Nonostante il responso del medico militare, Stanlio e Ollio non si fidano e decidono di arruolarsi insieme al padrone, cercando in tutti i modi di ostacolarlo nelle sue imprese militari e facendo in modo di farlo ritornare a casa. Nel frattempo Dan si innamora della bella Ginger Hammond che gestisce un negozio di fotografia all'interno di una delle Caravelle. Successivamente, nonostante i pasticci combinati sotto le armi riescono ad uscire trionfanti da una finta, ma rischiosa, esercitazione di guerra.

## Curiosità
- È il primo lungometraggio di Stanlio e Ollio dopo la separazione dal produttore Hal Roach.
- In una scena dentro lo studio fotografico di Ginger appare brevemente la futura star Alan Ladd.
- Stanlio durante l'assemblaggio del ponte nemico trasporta varie volte delle lunghe travi, apparendo all'inizio e ricomparendo alla fine come se fosse la stessa persona a trasportare la testa e la coda dell'asse di legno, sotto lo sguardo attonito di Ollio. La gag originale era stata inventata nel film Il tocco finale (The Finishing Touch) nel 1928 e la vittima dei giochi di Stanlio era il poliziotto Edgar Kennedy.

## Scene tagliate
In entrambi i doppiaggi italiani della coppia Zambuto-Sordi e di Garinei-Ariani, il film presenta notevoli tagli di sequenze, alcuni effettuati in fase di doppiaggio, altri per motivi di palinsesto, e dunque è distribuito  in una versione di 58 min ca.
Le scene mancanti sono:
- La conversazione di Stanlio e Ollio con i pazienti nella sala d'attesa prima di entrare nell'ufficio del dottore.
- Stanlio e Ollio che si preoccupano col dottore per la salute di Dan.
- Il sergente Pippo che dà ordini a Stanlio e Ollio per la loro indisciplina durante il loro primo incontro (poco prima che la scena si sposti nella corsa col cavallo).
- La prima amichevole, lunga e allegra conversazione di Dan con la sviluppatrice Ginger Hammond.
- Stanlio e Ollio nella tenda prima che entri Dan, con Stanlio che si rade la barba.[Presente nel film]
- La disputa di Stanlio e Ollio con Ginger alla quale cercano di mostrare tutti i difetti di Dan, cosicché lei lo lasci.
- Stanlio e Ollio che discutono prima di entrare nella stanza del sergente Pippo.

Tuttavia, sulla piattaforma YouTube è liberamente accessibile una versione in italiano descritta come  "Laurel & Hardy - Great Guns (HD) 1941, della durata di 1:10:37 che contiene tutte le scene sopra citate.

## Il doppiaggio
Oltre al primo doppiaggio di Alberto Sordi e Mauro Zambuto, esiste anche il doppiaggio di Enzo Garinei e Giorgio Ariani eseguito nel 1986.

## Critica
(Leo Pestelli)